# Slingsby Eagle
Lo Slingsby Type 42 Eagle era un aliante biposto progettato nel Regno Unito a partire dal 1952.

## Sviluppo
Dopo la fine della seconda guerra mondiale, la British Gliding Association (BGA) ha riconosciuto la necessità di alianti da addestramento a due posti per sostituire le tecniche di formazione solista non sicure e inefficienti che erano prevalenti all'epoca, lanciando un concorso per la progettazione di un formatore a due posti. Anche se Slingsby non è entrato in competizione, li ha spinti a guardare nei primi anni '50 ad una versione a due posti del loro Type 34 Sky.
L'avvento delle sezioni alari NACA a quel tempo ha spinto l'azienda a ricominciare da zero, progettando un grande velivolo con apertura alare di quasi 18 m, ali in tre parti e una grande fusoliera con cabine di pilotaggio spaziose e confortevoli.
La parte anteriore della fusoliera è costruita in legno, con la tecnica della semimonoscocca; la parte posteriore è realizzata con tralicci in legno mentre il rivestimento è realizzato in compensato. Gli abitacoli sono coperti da due cupolini, quello anteriore incernierato a dritta e il posteriore incernierato nella parte posteriore che forma parte del bordo iniziale, nei ritagli previsti per l'accesso al sedile posteriore.
Le ali sono costruite in legno, con  rivestimento in compensato che copre la parte posteriore (dal longherone posteriore al bordo degli alettone) e la parte anteriore (dal longherone principale in avanti).
L'ala è costituita da una sezione centrale rettangolare, con corda costante, che si estende dalla radice fino a un quinto circa dell'apertura; a questa sono innestate le sezioni esterne rastremate solo al bordo d'uscita. Grandi ed efficaci aerofreni a piastre sono installati nelle ali, posteriormente al longherone principale, a circa un terzo dell'apertura; si estendono sia dall'intradosso che dall'estradosso.
L'impennaggio è anch'esso in legno con rivestimento in compensato mentre le superfici di controllo sono ricoperte in tela; gli equilibratori sono dotati di doppio compensatore: uno per il controllo longitudinale e uno che opera congiuntamente con gli aerofreni.
Il carrello è costituito da una singola ruota posteriore (appena a poppa del centro di massa), integrata a prua da uno scivolo ricoperto in tela o pelle e a poppa da un pattino metallico.